# La notte del furore
La notte del furore (Rage) è un film del 1972 diretto da George C. Scott, tratto dall'omonimo romanzo fantapolitico di Philip Friedman e basato su di un incidente veramente accaduto in Utah, vicino a Dugway.

## Trama
In uno scenario bucolico del Nord-Ovest americano, arido e desertico del Wyoming, un padre, Dan Logan e il figlio Chris, allevatori di pecore, trascorrono la notte all'addiaccio in una tenda. Al risveglio una brutta sorpresa: le pecore sono morte o stanno morendo di una malattia che dà le convulsioni e ha fatto sanguinare loro il naso. Anche il figlio Chris ha le convulsioni ed è senza sensi e il padre in preda alla disperazione lo porta al Pronto Soccorso dell'ospedale più vicino.
All'ospedale, il dott. Thompson riscontra febbre, epistassi, ipertonia agli arti superiori e inferiori, convulsioni, incontinenza urinaria. Il Dr. Holliford tratta il piccolo paziente con una fleboclisi glucosata a cui segue il ricovero al reparto isolamento.
Il dott. Holliford per precauzione visita anche il signor Logan.
Sopraggiunto il medico di famiglia, dottor Caldwell, dopo un breve consulto con il dottor Holliford, consiglia al signor Logan un ricovero precauzionale per qualche giorno in reparto d'osservazione.
In una base aerea militare, alcuni militari siedono ad una riunione: sono presenti il colonnello William Franklin del Ministero, il dott. Spencer del Servizio di Salute Pubblica e altri militari e civili. Il maggiore Reintz parla di un grave incidente, avvenuto il giorno prima verso le 17,30: un elicottero del reparto aggressivi chimici, mentre stava effettuando un collaudo con l'MX-3, un gas nervino letale, ricevuto dai laboratori Chivington, per un guasto alla valvola di erogazione, innaffiava tragicamente anche le vicinanze di una fattoria.
Il veterinario chiamato a visitare le pecore, ne trovava 100 già morte e la restante parte in agonia, non per afta epizootica ma per strani sintomi di avvelenamento, di conseguenza consigliava gli allevatori di tenerle lontane e il Ministero di Sanità faceva isolare la fattoria, mettendola in quarantena.